# Arcades des Champs-Élysées
Les arcades des Champs-Élysées, également appelées Arcades du Lido, sont une galerie marchande emblématique située sur l'avenue des Champs-Élysées à Paris. Inaugurées le 1er octobre 1926, elles s'étendent du 76-78, avenue des Champs-Élysées au 59, rue de Ponthieu. Cette galerie, connue pour son élégance et son histoire, a été un haut lieu du commerce de luxe à Paris.

## Situation et accès
Cette galerie commerciale piétonne est accessible par le 76-78 avenue des Champs-Élysées, ainsi que par le 59, rue de Ponthieu.

## Origine et emplacement

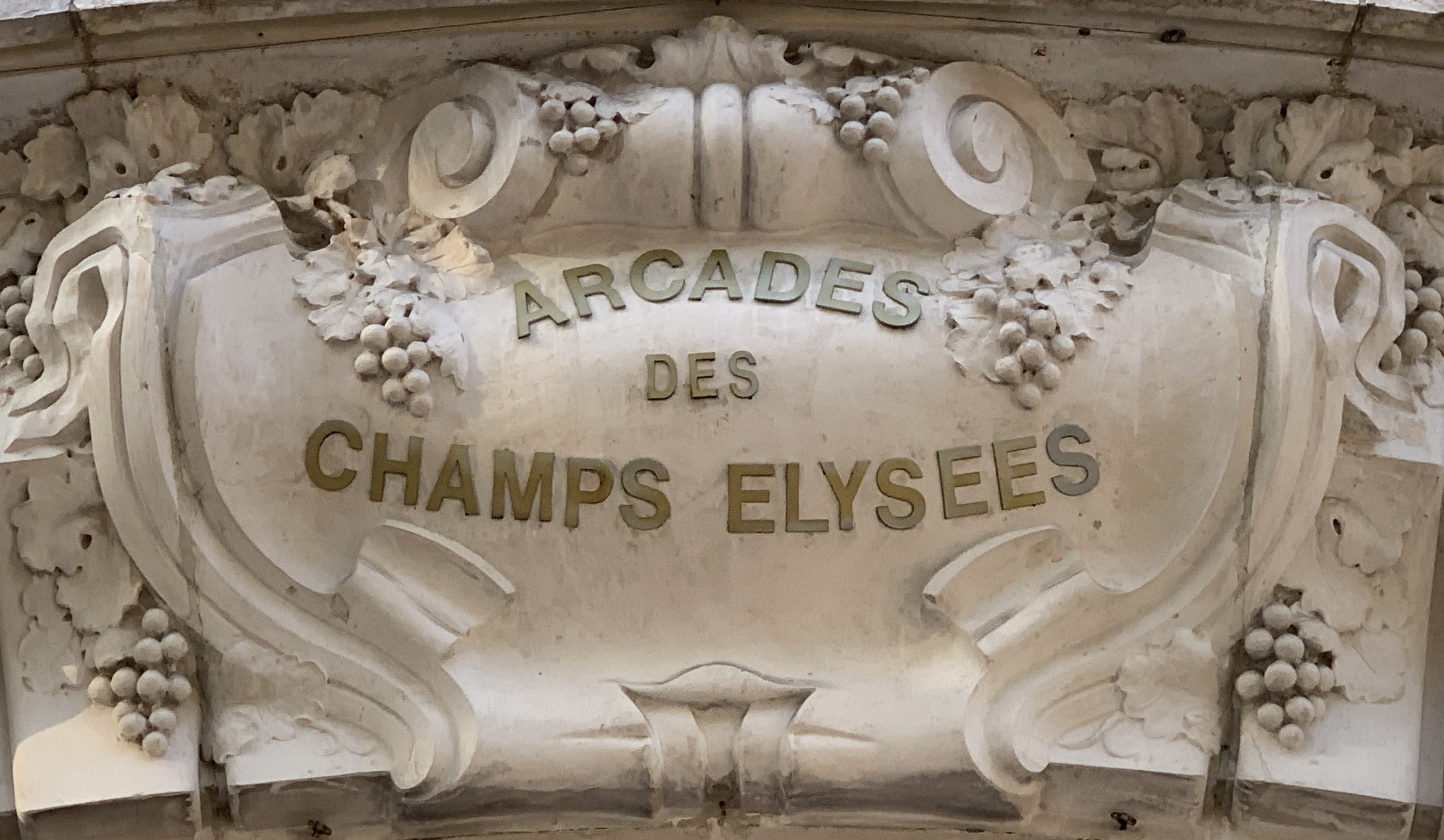
Inscription de la voie.

Les Arcades des Champs-Élysées se trouvent au rez-de-chaussée d'un élégant immeuble qui relie le 76-78 avenue des Champs-Élysées à la rue de Ponthieu. La galerie est une véritable enclave de commerces de luxe, intégrée dans un bâtiment prestigieux. Sa construction remonte à la période suivant 1924, lorsque le diamantaire et promoteur immobilier Léonard Rosenthal acquit l'ancien hôtel Dufayel situé à cet emplacement.
Rosenthal fit appel aux architectes Charles Lefebvre, Marcel Julien et Louis Duhayon pour remplacer l'hôtel particulier par l'actuelle galerie. Georges Dufayel, l'ancien propriétaire, était le fondateur des Grands Magasins Dufayel, un grand magasin spécialisé dans l'ameublement, situé au pied de Montmartre.

## Architecture et décoration

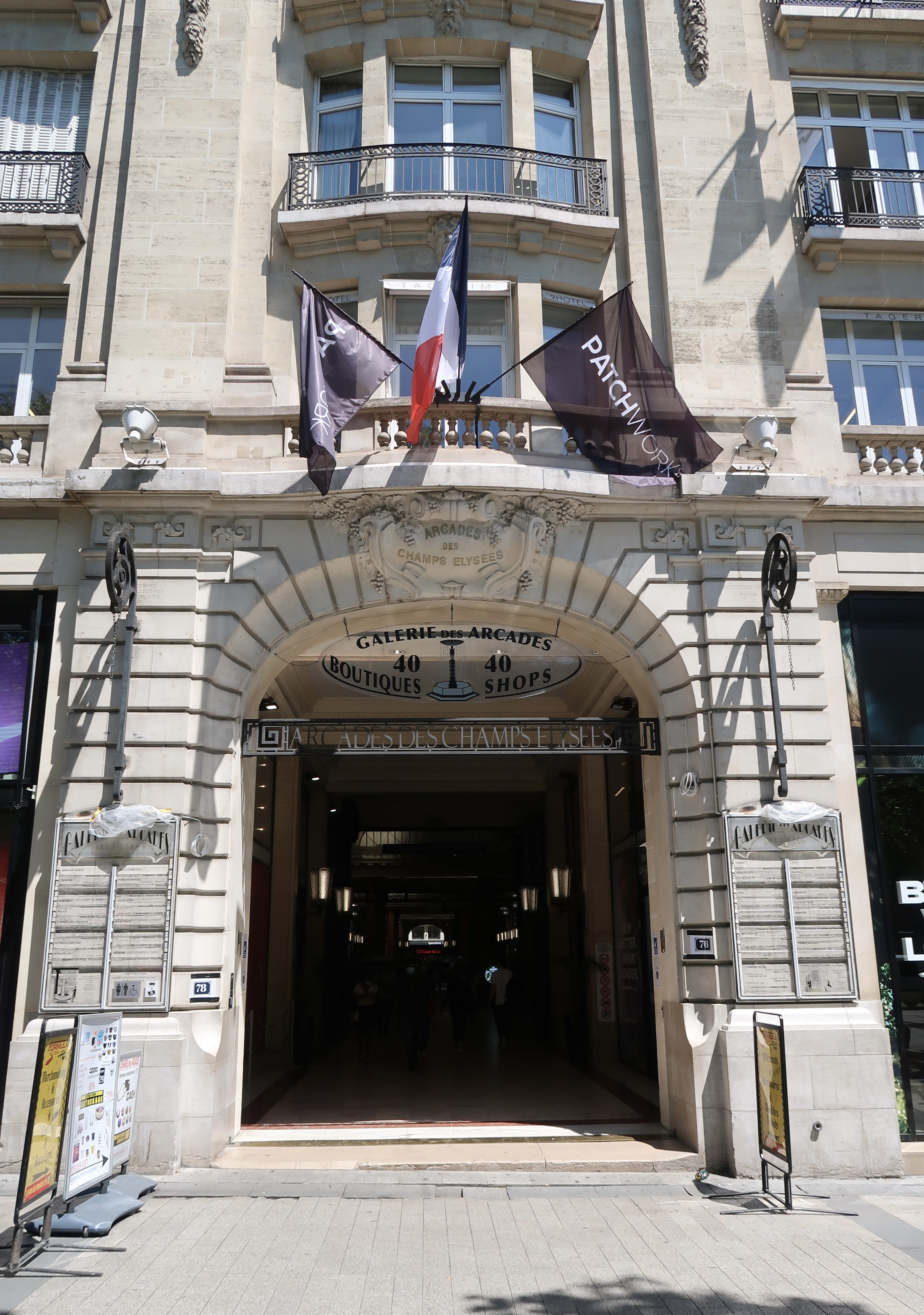
Entrée.

La galerie des Arcades des Champs-Élysées, longue de 120 mètres et large de 15 mètres, est un parfait mélange d'influences Art déco et néoclassiques. La décoration luxueuse inclut plusieurs éléments récupérés de l'ancien hôtel Dufayel, comme huit colonnes majestueuses en granit gris provenant d'Écosse. D'autres colonnes, en granit rouge, furent ajoutées, accompagnées de murs revêtus de marbre beige et noir.

### Verrière et détails décoratifs
La verrière de la galerie, typique des passages couverts parisiens, est une œuvre remarquable réalisée par le maître verrier Fernand Jacopozzi. René Gobert, un maître ferronnier, apporta une contribution notable avec des ferronneries en fer forgé d'une grande finesse. René Lalique, maître verrier et créateur de luminaires, conçut l'éclairage de la galerie, ajoutant une touche d'élégance. Lalique est également à l'origine de deux fontaines en verre qui ornaient autrefois la galerie, mais qui se trouvent aujourd'hui l'une à Tokyo et l'autre aux États-Unis.

## Le Lido: des salons de beauté au cabaret
Le sous-sol des Arcades abritait à l'origine le célèbre Lido, inauguré en 1928. Entre 1928 et 1933, le Lido servait de spa et de salon de beauté opulent, avec des services de coiffure, des salles de massage, des saunas, des douches et une piscine chauffée de 4 400 m². Ce spa tirait son nom de sa décoration inspirée de Venise, évoquant la célèbre station balnéaire italienne.
En 1933, malgré son succès initial, le Lido ferma ses portes. Trois ans plus tard, le producteur de spectacles Léon Volterra racheta les lieux et transforma l'espace en une salle de dîner-spectacle, en remplaçant la piscine par un auditorium.
En 1946, les frères Joseph et Louis Clerico reprirent le Lido et le relancèrent en tant que cabaret, qui devint rapidement célèbre pour ses spectacles exotiques, mettant en scène chanteurs, artistes divers et les célèbres danseuses des Bluebell Girls. Sous leur direction, le Lido prospéra. En 1977, le cabaret déménagea dans des locaux plus grands au 116, avenue des Champs-Élysées.

## La boutique «Pompadour» du maroquinierOffenthal

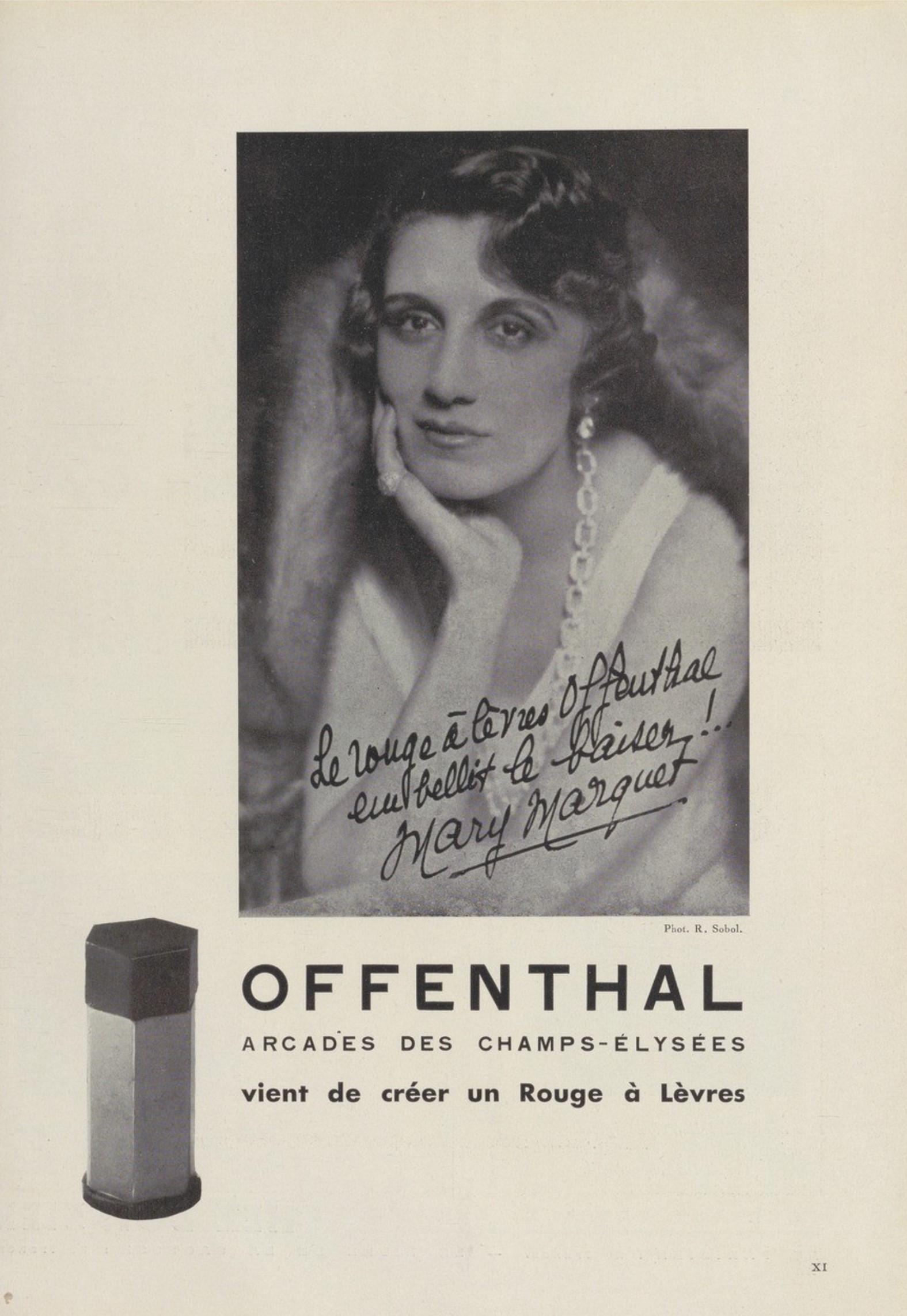

Au cœur de la galerie se trouvait l'une des boutiques les plus emblématiques : « Pompadour », la première boutique ouverte par le maroquinier Offenthal. Désireuse d'obtenir l'un des meilleurs emplacements, la famille Offenthal participa aux frais de construction de la galerie, ce qui permit à leur boutique d'occuper une place centrale.

### Intérieur somptueux
La boutique « Pompadour » se distinguait par son aménagement luxueux, notamment :
- Une table octogonale massive de 6,5 mètres de diamètre, avec un plateau en marbre des Alpes, provenant vraisemblablement du château de Fontainebleau.
- Un lustre Baccarat de la même taille que la table, ajoutant une dimension d'élégance à l'espace.

Ces éléments renforçaient le caractère prestigieux et unique de la boutique, tout en s'intégrant à l'ambiance raffinée des Arcades des Champs-Élysées.